# Långhorn
Denna sida handlar om svamparten, för kreatursrasen, se Långhornad boskap.
Långhorn (Xylaria longipes) är en svampart som beskrevs av Nitschke 1867. Långhorn ingår i släktet Xylaria och familjen kolkärnsvampar.  Arten är reproducerande i Sverige. Inga underarter finns listade i Catalogue of Life.

## Bildgalleri

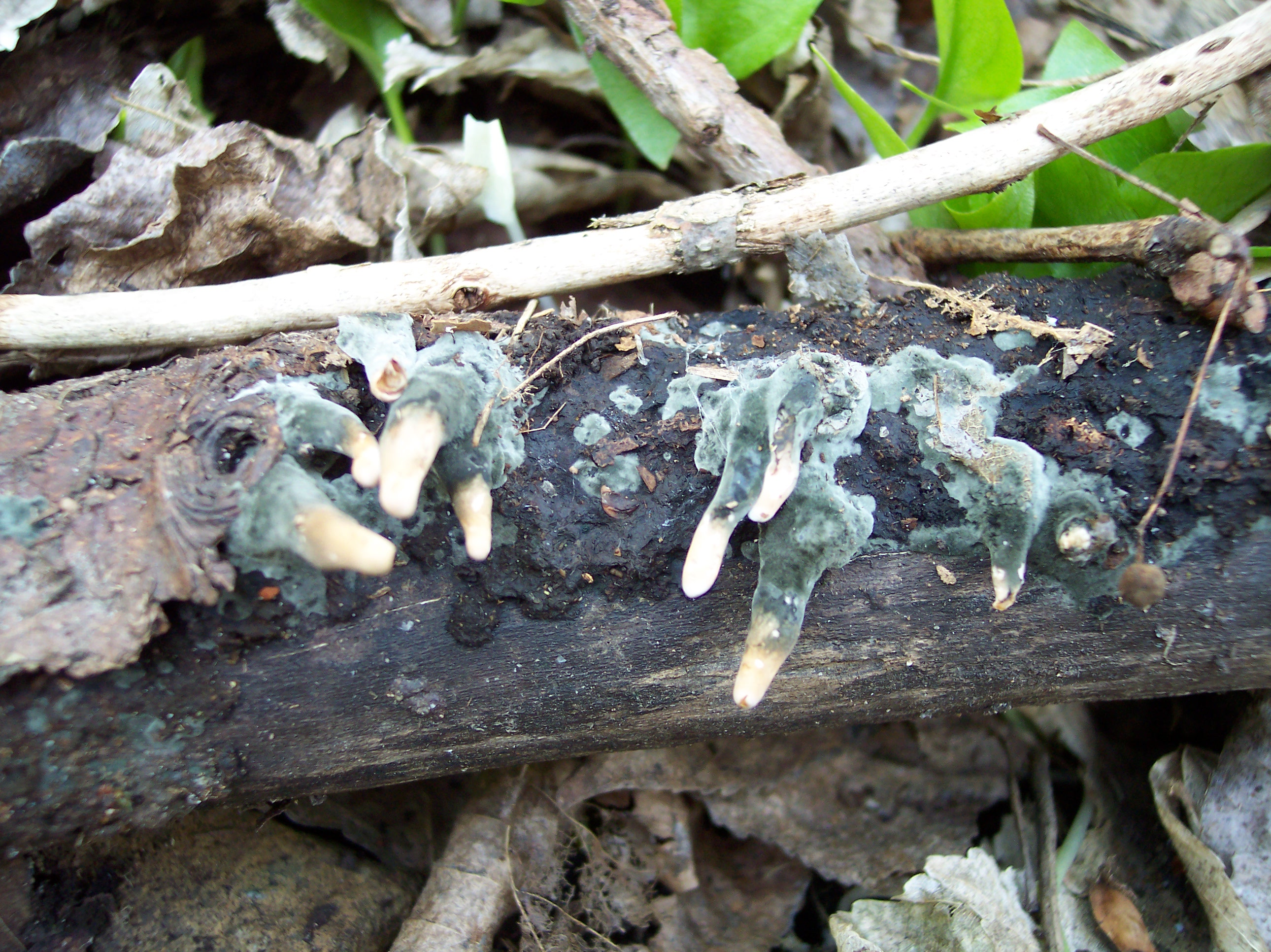
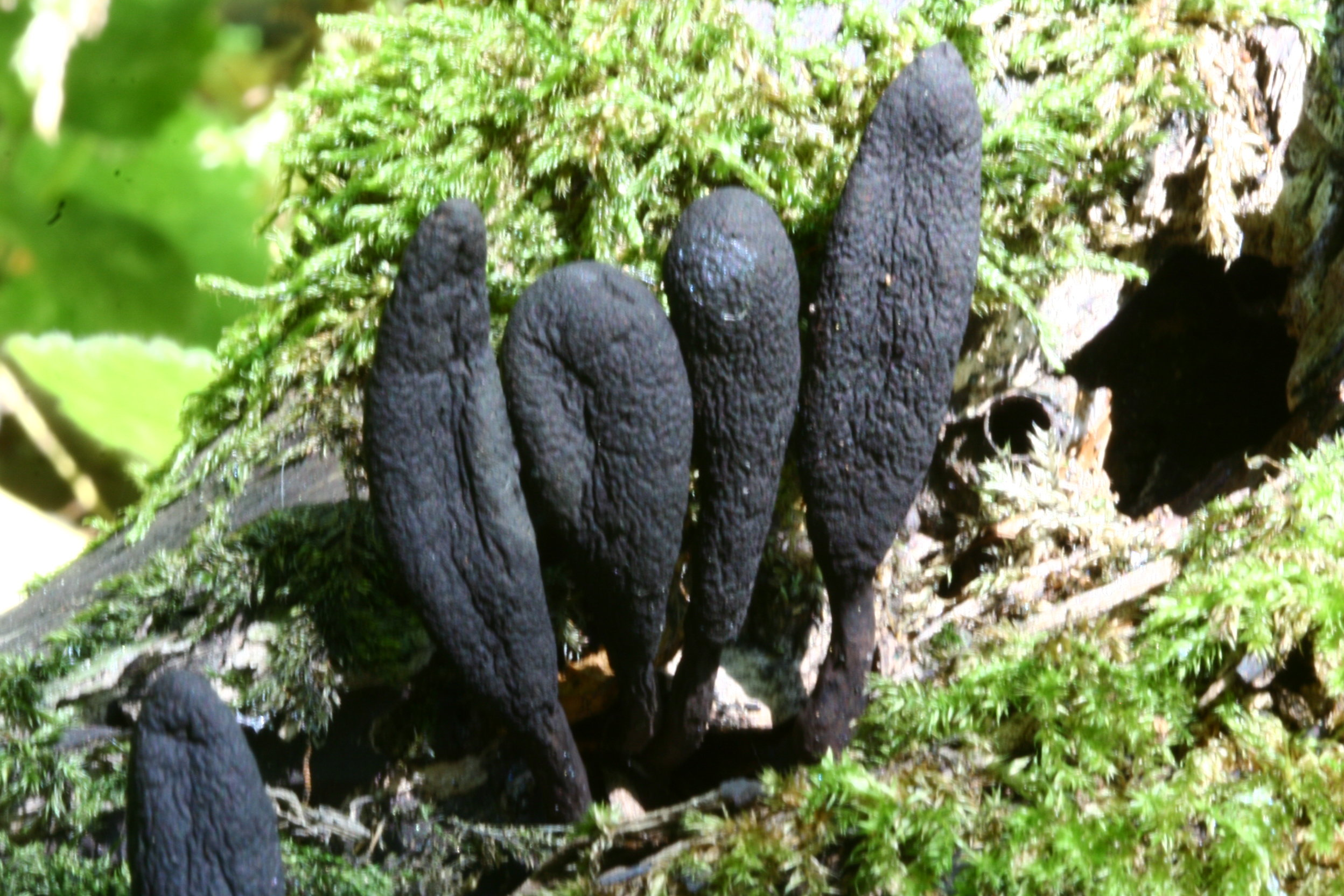
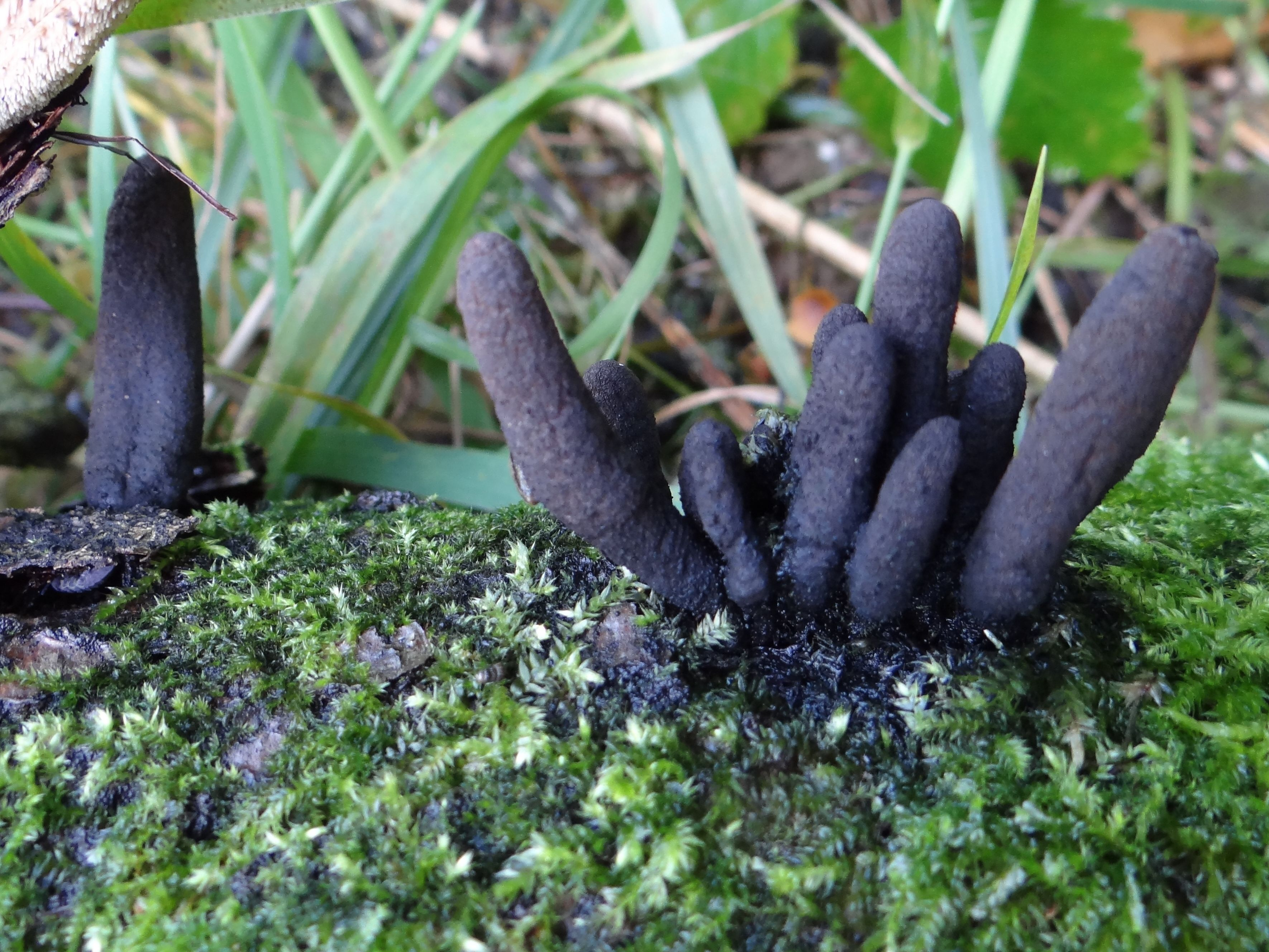